# Sankt Georgen (Traunreut)
Sankt Georgen ist ein Pfarrdorf und Ortsteil der Stadt Traunreut im Chiemgau im Bayerischen Alpenvorland.

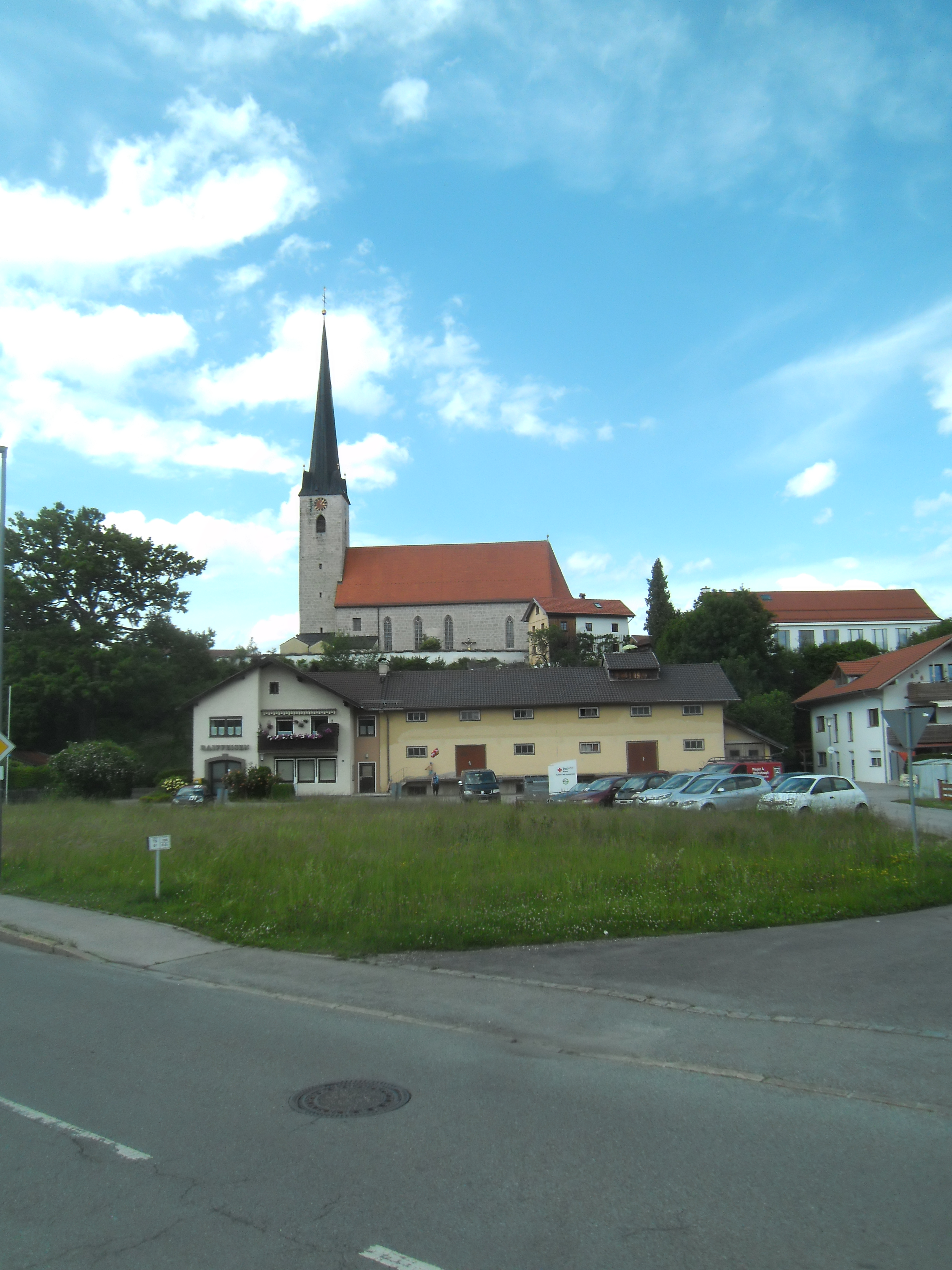
Südlicher Dorfeingang

## Geographische Lage
St. Georgen liegt an der Bundesstraße B 304 westlich von Traunreut auf einem Moränenhügel, der sich wie ein Wall aus dem Tal erhebt, das die Traun in den vergangenen Jahrtausenden geschaffen hat. Das Ufer der Traun umsäumen hier steile Nagelfluhfelsen.

Nördlicher Dorfeingang mit der von Anning kommenden Landstraße

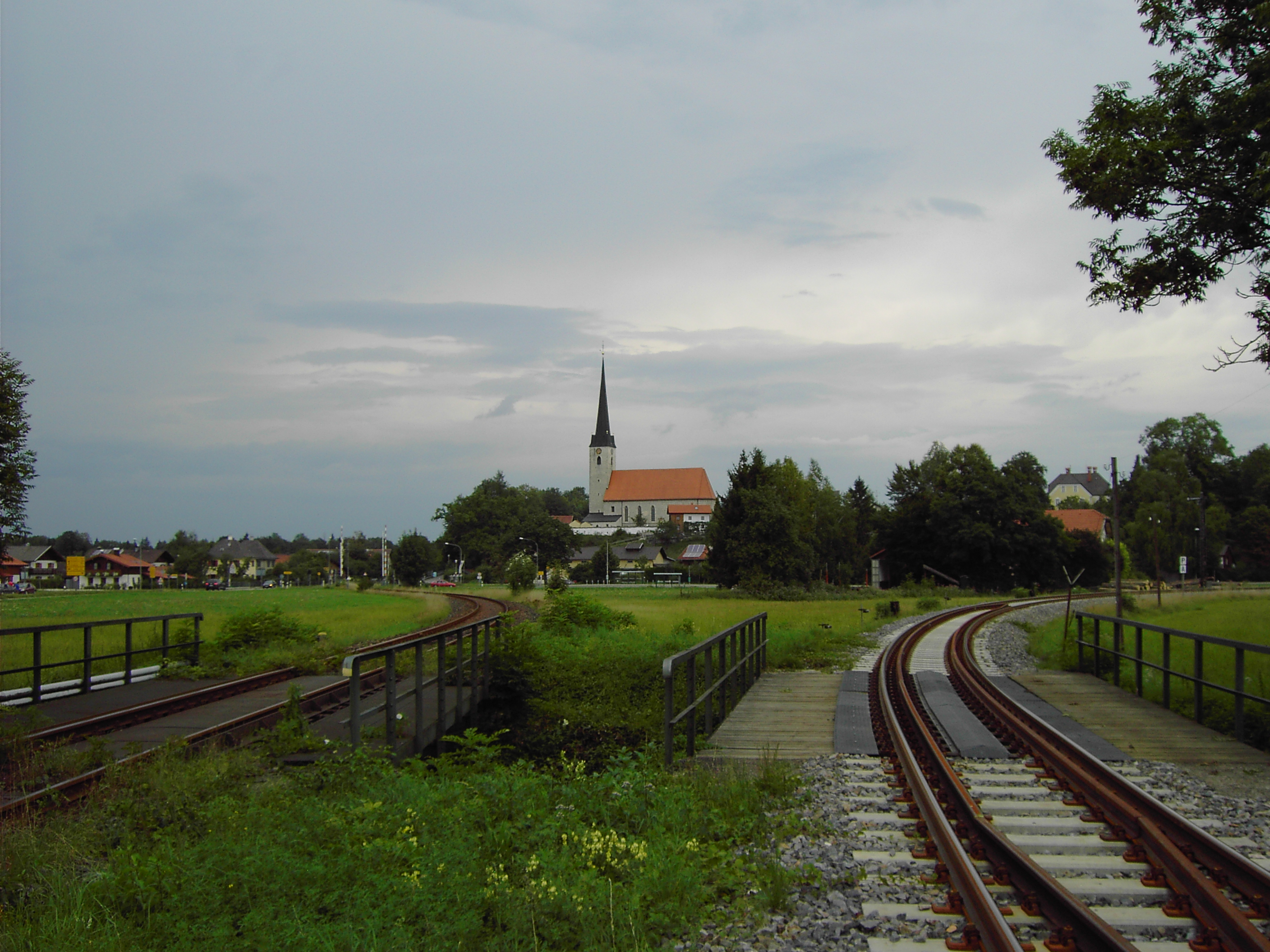
Abschnitt der Nahverkehrs-Bahnstrecke Altenmarkt an der Alz – Traunstein bei St. Georgen

## Geschichte
Archäologische Funde haben gezeigt, dass die Uferhänge der Traun bereits in der Jungsteinzeit besiedelt waren. Keltenschanzen in der näheren Umgebung (bei Sondermoning oder bei Truchtlaching) bezeugen, dass der östliche Chiemgau auch in vorrömischer Zeit bewohnt war. Als dann das südliche Bayern bis zur Donau in den Jahren 14 bis 16 v. Chr. von den Legionen des Kaisers Augustus dem römischen Reich einverleibt wurde und schließlich fast ein halbes Jahrtausend unter seiner Herrschaft blieb, entstanden in nächster Nähe zu St. Georgen viele Siedlungen, in denen römische Kolonisten, Händler, Handwerker zusammen mit der Urbevölkerung lebten. Das kann aus Ortsnamen wie Katzwalchen, Litzlwalchen, Traunwalchen geschlossen werden, deren zweiter Namensteil noch an die „Welschen“, an die Romanen, erinnert. Überdies liegt St. Georgen inmitten der Orte Anning, Hörpolding, Weisbrunn oder Knesing, in denen man Reihengräber aus dem 8. Jahrhundert und früher gefunden hat. So ist eine kontinuierliche Besiedelung des östlichen Chiemgaus von der Jungsteinzeit bis heute ziemlich gesichert.
Das Tal an der Traun bot früher ein ganz anderes Bild als heute. Der Fluss suchte sich jedes Jahr nach den Frühjahrshochwassern ein neues Bett. Das Tal war ausgefüllt mit Sümpfen und Altwassern, dazwischen wucherte ein Urwald aus Erlen, Weiden und weiteren Pflanzen, die auf feuchtem Untergrund gedeihen. Als Siedlungsplatz eignete sich in dieser Umgegend vor allem der Moränenhügel, auf dem St. Georgen liegt. Es gibt weder Bodenfunde noch Urkunden, die auf eine Besiedelung des Hügels von Sankt Georgen in der Vorzeit hinweisen. Die Wahl Georgs als Kirchenpatron legt jedoch die Vermutung nahe, dass sich auf dem Hügel von Sankt Georgen bereits zur Römerzeit eine kleine Ansiedlung befunden haben könnte.
Die erste genau datierte Nachricht über den Ort geht auf Bischof Adalbert von Salzburg zurück. In einer im Salzburger Urkundenbuch (Band I, Codex Odalberti, Nr. 33) festgehaltenen Urkunde aus dem Jahr 928 wird eine Kirche von St. Georgen erwähnt („ad sanctum Georgium“). In demselben Urkundenbuch findet sich auf S. 235 erst für das Jahr 1041 wieder ein Hinweis auf die Pfarrkirche („in locco ad sanctum Georgium“). Als Ortschaft wurde St. Georgen erstmals im Jahre 1156 urkundlich erwähnt.
Bis ins 19. Jahrhundert hatte St. Georgen zur nahe an der Grenze zwischen Salzburg und Bayern gelegenen Hofmark Stein im Landgericht Trostberg gehört, in der die Besitzer des Schlosses Stein an der Traun das Recht auf Ausübung der Patrimonialgerichtsbarkeit innehatten. Bis zur Säkularisation waren in St. Georgen nicht nur die Grafen der Burg Stein als Grundherren aufgetreten, sondern daneben – infolge von Schenkungen – auch die Klöster Baumburg und Herrenchiemsee. Für kirchliche Angelegenheiten in der Hofmark war das Kloster Baumburg mit seiner Stiftspfarrei St. Georgen zuständig gewesen.
Bis 1978 bildete St. Georgen einen Ortsteil der selbständigen Gemeinde Stein an der Traun.
Am 1. Oktober 1950 wurde durch die Regierung von Oberbayern die neue Gemeinde mit dem Namen Traunreut aus Gebietsteilen der Gemeinden Palling, Pierling, Stein an der Traun und Traunwalchen neu gebildet. Seit der Eingemeindung 1978 ist Sankt Georgen ein Ortsteil von Traunreut.

## Infrastruktur
Um die Pfarrkirche von St. Georgen scharen sich einige alte Bauernhöfe. In den vergangenen Jahrzehnten wurden zusätzliche Wohnhäuser sowie eine moderne Grund- und Hauptschule erbaut. Unterhalb des Hügels, zwischen Traun, Bundesstraße und Eisenbahnlinie, ist ein neuer Ortsteil mit Wohnhäusern und kleinen Gewerbegebieten entstanden. Die gesamte Ortschaft mit dem alten Ortskern am Hügel, den zahlreichen Weilern und Einödhöfen sowie den neuen Siedlungen hat etwa 3000 Einwohner.

## Kirchspiel
Im Jahr 1156 der Kirchweihe von Kloster Baumburg wird St. Georgen als Pfarrei bezeichnet. Zwar verfügte das Kloster Herrenchiemsee über Grundbesitz in St. Georgen – es besaß bis zum Anfang des 19. Jahrhunderts den Gutsbetrieb Maierhof im Weiler Weisham –, doch aufgrund einer von Papst Lucius III. getroffenen Regelung gehörten alle Bewohner von St. Georgen seit 1185 zu der vom Kloster Baumburg verwalteten Stiftspfarrei St. Georgen. Am 12. September 1188 bestätigte Papst Clemens III. dem Kloster Baumburg die Stiftspfarrei. Die Pfarrkirche fungierte seit dem Mittelalter über Jahrhunderte als religiöses Zentrum der Hofmark Stein. Auch die Besitzer der Burg Stein gingen hier zum Gottesdienst. In einer Urkunde von 1439 wird der erste namentlich bekannte Ortspfarrer genannt, der Baumburger Chorherr Michael Ramung.
Nachdem die bayerischen Klöster um 1803 im Rahmen der Säkularisation aufgehoben worden waren, wurde 1807 die katholische Pfarrei St. Georgen neu gegründet; sie wurde 1991 vom Erzbistum München und Freising dem Pfarrverband Traunwalchen – St. Georgen angegliedert.
Während des Landshuter Erbfolgekriegs brannte die Pfarrkirche im Jahr 1504 nieder. Das heute vorhandene Kirchengebäude entstand 1520; die gotischen Fresken im Kirchenschiff wurden bis 1535 vollendet.

## Georgiritt
Da im Chiemgau früher Tierzucht verbreitet war, wurden an verschiedenen Orten alljährlich Georgiritte genannte Reiter-Prozessionen veranstaltet, die mit der Bitte verknüpft waren, Tierkrankheiten und Seuchen von der Gemeinde fernzuhalten. Mit besonders feierlichem Aufwand wurde ein Georgiritt im April jeden Jahres auf der alten Salzburger Chaussee von Stein a. d. Traun über Weisham nach Sankt Georgen begangen. An dem Prozessionszug nahmen jedes Mal etwa 150 bis 200 kostümierte Reiter auf Pferden teil. Die Reiter trugen ursprünglich weiße Mäntel mit rotem Kragen und einem roten Kreuz auf der linken Brustseite und führten jeder einen Georgistab mit sich. Der urkundlich erstmals 1602 erwähnte Brauch wurde nach der Säkularisation 1804 abgeschafft, jedoch 1833 auf Betreiben des damaligen Besitzers von Schloss und Gut Stein, des Freiherrn Maximilian Joseph von Käser (1800–1849), mit Genehmigung der bayerischen Regierung wieder eingeführt. 1962 wurde der Ritt wegen des Mangels an Pferden wieder eingestellt. 1970 wurde ein Neubeginn versucht, der sich jedoch nicht durchsetzte. Wegen des gestiegenen Interesses am Reitsport wurde der Brauch 1985 wiederbelebt, allerdings wurde es wegen der Durchführung ähnlicher Veranstaltungen in Nachbarorten erforderlich, sich wegen des Termins mit den umliegenden Gemeinden abzusprechen.